# Jhonatan Narváez
Jhonatan Narváez (El Playón de San Francisco, Sucumbíos, 4 de marzo de 1997) es un ciclista ecuatoriano. Desde 2025 corre para el equipo emiratí UAE Team Emirates XRG de categoría UCI WorldTeam.

## Trayectoria
Rondaba el año 2016 cuando el ciclista ecuatoriano, da paso a su formación en Europa, con el equipo Belga Klein Constantia. En la temporada 2017, hizo parte de las filas del equipo estadounidense Axeon Hagens Berman, donde obtuvo excelentes resultados en competencia; se resalta entre estos, el primer puesto en el Circuito de las Ardenas en Francia. Los cuales, avalaron su fichaje por un equipo de Bélgica. 2018 es el inicio de su carrera como profesional, con 20 años de edad, es contratado por 3 años por el  Quick-Step Floors a cargo del exciclista belga Patrick Lefevere. Campeón de la edición 35 de la Settimana Coppi e Bartali, adicionalmente, ganó la etapa 3 del tradicional evento. Venció en solitario en la etapa 12 del Giro de Italia 2020, en condiciones de lluvia y bajas temperaturas. Se convirtió así, en el tercer ecuatoriano en ganar una etapa, en la Corsa Rosa.
Inició 2021 con presencia en las carreras de Bélgica, buen desempeño en la Kuurne-Bruselas-Kuurne  Debió abandonar la E3 Saxo Bank Classic por caída en el kilómetro 118. La Vuelta a España 2021 fue testigo del mal momento para la escuadra del INEOS producto de los retiros, primero con Carapaz en la etapa 14 y luego, en la etapa 15, por causa de síntomas gastrointestinales, Narváez se vio obligado a abandonar sin culminar la etapa. En agosto de 2022 tomó la partida en la Vuelta a Dinamarca junto a Egan Bernal, quien regresaba a competencia, después de su complejo accidente, Jhonatan fue protagonista en la quinta y última etapa, al ingresar en el cuarto lugar de la fracción. Se ubicó decimotercero en la clasificación general final. Derrotó en el esprint de la segunda etapa del Tour de Austria al italiano Gianni Vermeersch y al español Javier Serrano, asumiendo como nuevo líder de la competencia. Cruza la meta de primero nuevamente en la tercera fracción, venciendo al etíope Welay Hagos Berhe y afianzándose como líder de la general. La quinta y última etapa con llegada en Sonntagberg fue ganada también por el ecuatoriano, con este último resultado, se coronaría campeón de la clasificación general.
Medalla de oro en prueba de ruta de los Juegos Panamericanos en Santiago de Chile, venciendo en el esprint a Eduardo Sepúlveda medalla de plata y Antonio Fagúndez bronce Con un esprint determinante, se impuso ante Richard Carapaz y Jefferson Cepeda en el marco del campeonato nacional de ruta en Ecuador, prueba disputada en Riobamba, consistente en 11 vueltas a un circuito y 180 kilómetros de recorrido total.

## Palmarés
2017
- Circuito de las Ardenas[14]
- 1 etapa del Tour de Gila
- Campeonato de Ecuador en Ruta

2018
- 2.º en el Campeonato de Ecuador en Ruta

2020
- Settimana Coppi e Bartali,[15] más 1 etapa
- 1 etapa del Giro de Italia

2023
- Vuelta a Austria, más 3 etapas
- Juegos Panamericanos en Ruta

2024
- Campeonato de Ecuador en Ruta
- 1 etapa del Giro de Italia

2025
- Tour Down Under, más 1 etapa
- Campeonato de Ecuador en Ruta

## Resultados

### Grandes Vueltas
| Carrera | Carrera         | 2017 | 2018 | 2019 | 2020 | 2021 | 2022 | 2023 | 2024 | 2025 |
| ------- | --------------- | ---- | ---- | ---- | ---- | ---- | ---- | ---- | ---- | ---- |
|         | Giro de Italia  | —    | —    | 80.º | Ab.  | 49.º | 42.º | —    | 28.º | —    |
|         | Tour de Francia | —    | —    | —    | —    | —    | —    | —    | —    | 13.º |
|         | Vuelta a España | —    | —    | —    | —    | Ab.  | —    | —    | 50.º |      |

### Vueltas menores
| Carrera | Carrera                | 2017 | 2018 | 2019 | 2020 | 2021 | 2022 | 2023 | 2024 | 2025 |
| ------- | ---------------------- | ---- | ---- | ---- | ---- | ---- | ---- | ---- | ---- | ---- |
|         | Tour Down Under        | —    | —    | —    | —    | X    | X    | —    | 2.º  | 1.º  |
|         | París-Niza             | —    | —    | 81.º | —    | —    | —    | 43.º | —    | —    |
|         | Tirreno-Adriático      | —    | —    | —    | —    | —    | Ab.  | —    | —    | —    |
|         | Volta a Cataluña       | —    | 34.º | 63.º | X    | —    | —    | —    | —    | —    |
|         | Vuelta al País Vasco   | —    | Ab.  | —    | X    | —    | —    | —    | —    | —    |
|         | Tour de Romandía       | —    | —    | —    | X    | —    | —    | 40.º | —    | —    |
|         | Critérium del Dauphiné | —    | —    | —    | —    | —    | —    | —    | —    | 41.º |
|         | Vuelta a Suiza         | —    | —    | —    | X    | —    | —    | 24.º | —    | —    |

### Clásicas, Campeonatos y Juegos Olímpicos
| Omloop Het Nieuwsblad  | Omloop Het Nieuwsblad  | —             | —             | —             | —             | 39.º | 34.º | —    | —    | 43.º |    |    |
| Kuurne-Bruselas-Kuurne | Kuurne-Bruselas-Kuurne | —             | —             | —             | —             | —    | 39.º | —    | —    | 44.º |    |    |
| Strade Bianche         | Strade Bianche         | —             | —             | —             | Ab.           | —    | 6.º  | —    | —    | —    |    |    |
|                        | Milán-San Remo         | —             | —             | —             | —             | —    | —    | —    | —    | 85.º |    |    |
| E3 Saxo Classic        | E3 Saxo Classic        | —             | —             | —             | X             | Ab.  | 6.º  | 82.º | 6.º  | —    |    |    |
| Gante-Wevelgem         | Gante-Wevelgem         | —             | —             | —             | —             | —    | Ab.  | 13.º | Ab.  | —    |    |    |
| A través de Flandes    | A través de Flandes    | —             | 7.º           | —             | X             | —    | —    | 32.º | —    | 66.º |    |    |
|                        | Tour de Flandes        | —             | —             | —             | —             | —    | 52.º | 25.º | —    | Ab.  |    |    |
| Flecha Brabanzona      | Flecha Brabanzona      | —             | 68.º          | —             | —             | —    | —    | —    | —    | 25.º |    |    |
| Amstel Gold Race       | Amstel Gold Race       | —             | —             | —             | X             | —    | —    | —    | —    | Ab.  |    |    |
| Clásica San Sebastián  | Clásica San Sebastián  | —             | 49.º          | —             | X             | —    | —    | 72.º | 5.º  |      |    |    |
| JJ. OO. (Ruta)         | JJ. OO. (Ruta)         | No se disputó | No se disputó | No se disputó | No se disputó | 47.º | ND   | ND   | 45.º | ND   | ND | ND |
| Mundial en Ruta        | Mundial en Ruta        | —             | Ab.           | Ab.           | —             | —    | 32.º | Ab.  | —    |      |    |    |
| Ecuador en Ruta        | Ecuador en Ruta        | 1.º           | 2.º           | —             | —             | —    | —    | —    | 1.º  | 1.º  |    |    |

—: No participa
Ab.: Abandono
Des.: Descalificado

## Equipos
- Klein Constantia (2016)
- Axeon Hagens Berman (2017)
- Quick-Step Floors (2018)
- Sky/INEOS (2019-2024)
  - Team Sky (01.2019-04.2019)
  - Team INEOS (05.2019-08.2020)
  - INEOS Grenadiers (08.2020-2024)
- UAE Team Emirates XRG (2025-)